# Flaska

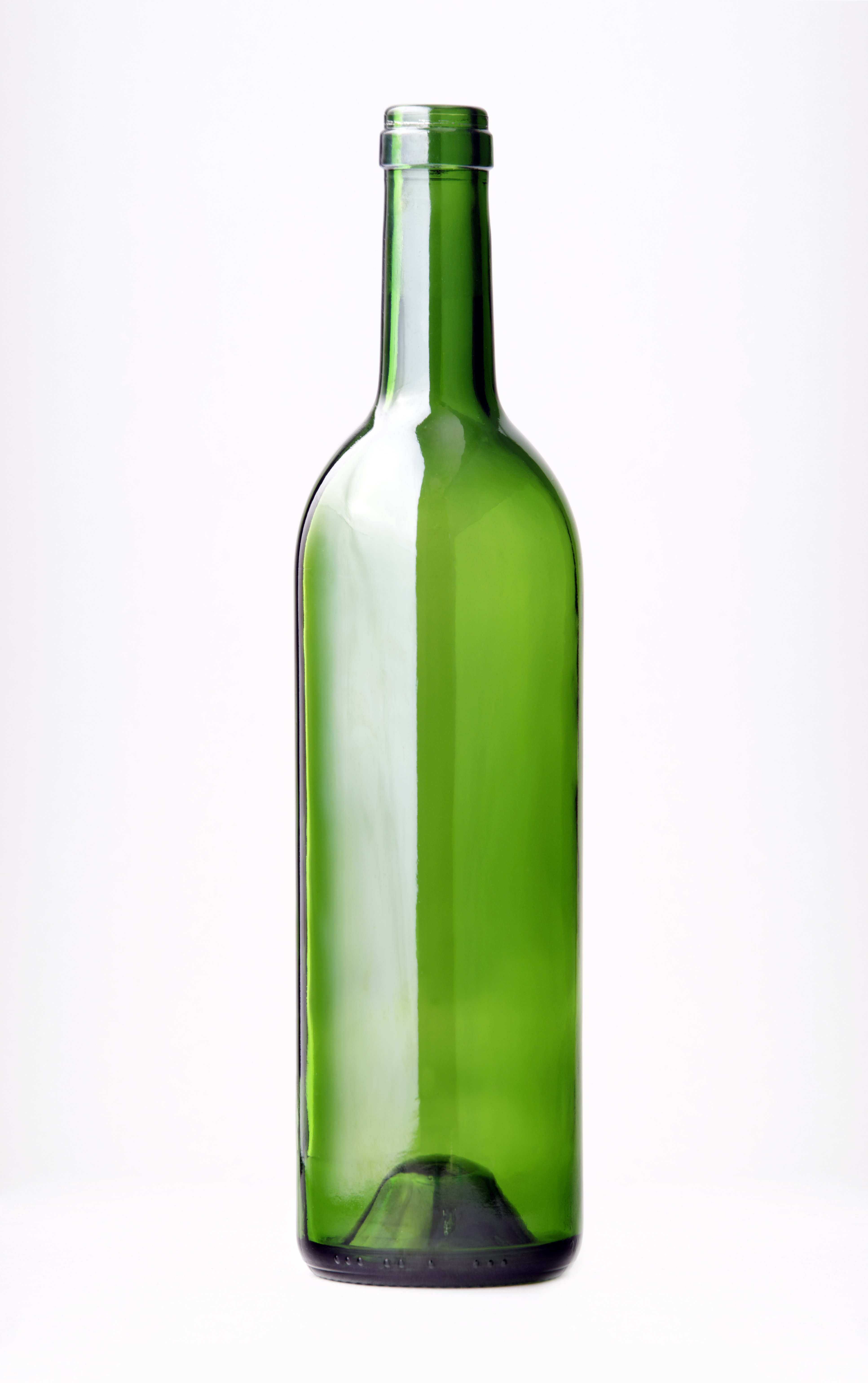
Flaska/butelj med så kallad kinnekulle i botten

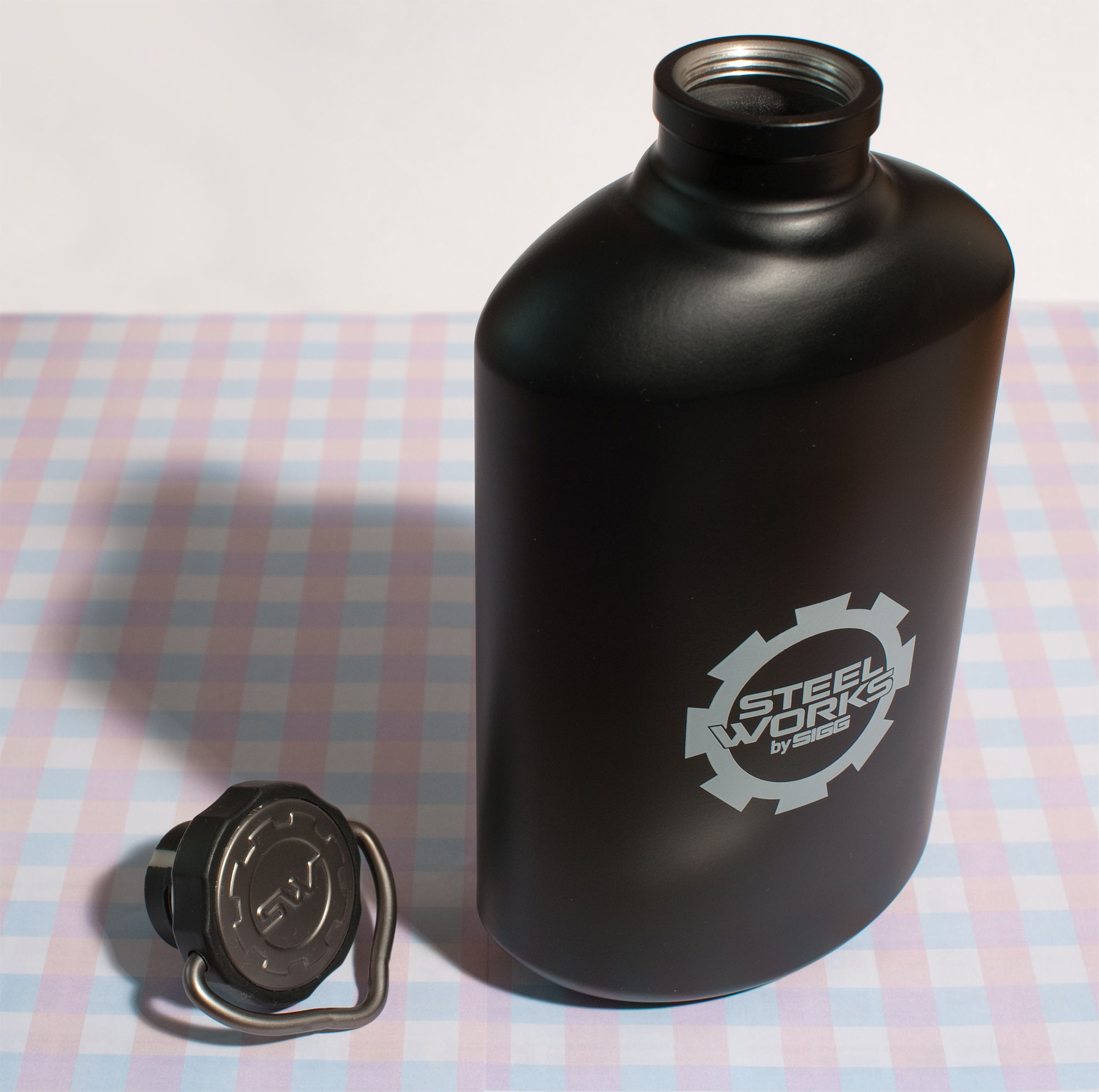
Metallflaska

Flaska eller butelj är en typ av behållare för vätska eller dylikt. En butelj är utförd i glas, medan en flaska kan vara tillverkad i en mängd material förutom glas, såsom plast, keramik eller metall. Historiskt har flaskor i första hand varit mer påkostade behållare än buteljer, såsom schatullflaskorna för brännvin som varit i klarglas, inte sällan med slipning och gravyr. Buteljer har vanligen varit gröna eller bruna glasflaskor avsedda främst för förvaring.
Ordet butelj härstammar från franskans bouteille, vilket i sin tur kommer från latinets buttis, som betyder vinfat. Den vardagliga latinska termen butticula har använts som källa för spanskans botella och det italienska bottiglia. 
Flaskor används som behållare för drycker som vin, öl och läskedrycker men också för medicin, bläck, matolja med mera. Flaskor kan förseglas med till exempel kapsyl, kork eller patentkork.
Flakong (av franska flacon) är en liten flaska, ofta av slipat glas, som användes för förvaring av parfym.

## Källhänvisningar
1. ↑  Törnquist, Steffo; Tolstoy, Hélène. Sprit – boken om en destillerad värld. Stockholm: Fischer & co. sid. 16. ISBN 91-7054-878-1
2. ↑  Bottle etymonline.com